# Liste von Flüssen in Nunavut
Dies ist eine Liste von Flüssen, die vollständig oder teilweise durch das kanadische Territorium Nunavut fließen.

## Nach Einzugsgebiet

### Arktischer Ozean
- Beaufortsee
  - Großer Bärensee (Nordwest-Territorien)
    - Bloody River
    - Dease River
- Viscount-Melville-Sund
  - Nanook River (Victoria-Insel)
- Amundsen-Golf
  - Hornaday River
  - Roscoe River
  - Croker River
  - Kagloryuak River (Victoria-Insel)
- Dolphin and Union Strait
  - Inman River
  - Hoppner River
  - Harding River
- Coronation Gulf
  - Rae River
  - Richardson River
  - Coppermine River
  - Napaaktoktok River
  - Asiak River
  - Tree River
  - Hood River
  - Kugaryuak River
    - James River

  - Burnside River
    - Mara River

  - Western River
- Dease Strait
  - Ekalluk River
  - Hargrave River
- Queen Maud Gulf
  - Kuunajuk (vormals Ellice River)
  - Perry River
  - Armark River
  - Simpson River
  - McNaughton River
  - Kaleet River
- Rasmussen Basin
  - Back River
    - Bullen River
    - Consul River
    - Baillie River

  - Castor and Pollux River
  - Hayes River
  - Murchison River
- Golf von Boothia
  - Arrowsmith River
  - Kellett River
  - Curtis River
- Sverdrup-Kanal
  - Wolf River
- Parry Channel
  - Bacon River

### Atlantischer Ozean
- Hudson Bay
  - Thlewiaza River
  - Tha-anne River
  - McConnell River
  - Wilson River
  - Kazan River
    - Kunwak River

  - Thelon River
    - Dubawnt River
    - Tammarvi River

  - Quoich River
  - Lorillard River
  - Ferguson River
  - Boas River (Southampton Island)
  - Sutton River (Southampton Island)
  - Ford River (Southampton Island)
  - Copperneedle River
  - Maguse River
  - Little Partridge River
- Roes Welcome Sound
  - Borden River
  - Gordon River
  - Snowbank River
- Baffin Bay (Baffininsel)
  - Clyde River
  - Jungersen River
  - Kogalu River
  - McKeond River
- Foxe Basin
  - Aua River
  - Barrow River
  - Cleveland River (Southampton Island)
  - Gifford River (Baffininsel)
  - Rowley River (Baffininsel)
  - Isortog River (Baffininsel)
  - Hantzsch River (Baffininsel)
  - Koukdjuak River (Baffininsel)
    - Isurtuq River
    - Hone River

  - Aukpar River (Baffininsel)
  - Mary River
- Hudsonstraße
  - Soper River (Baffininsel)
- Nares-Straße
  - Lake Hazen (Ellesmere Island)
    - Turnabout River
    - Ruggles River

## Alphabetische Reihenfolge
- Armark River
- Arrowsmith River
- Asiak River
- Aua River
- Aukpar River
- Back River
- Bacon River
- Baillie River
- Barrow River
- Bloody River
- Boas River
- Borden River
- Bullen River
- Burnside River
- Castor and Pollux River
- Cleveland River
- Clyde River
- Consul River
- Coppermine River
- Copperneedle River
- Croker River
- Curtis River
- Dease River
- Dubawnt River
- Ekalluk River
- Ferguson River
- Ford River
- Gifford River
- Gordon River
- Hantzsch River
- Harding River
- Hargrave River
- Hayes River
- Hone River
- Hood River
- Hoppner River
- Hornaday River
- Inman River
- Isortog River
- Isurtuq River
- James River
- Jungersen River
- Kagloryuak River
- Kaleet River
- Kazan River
- Kellett River
- Kogalu River
- Koukdjuak River
- Kugaryuak River
- Kunwak River
- Kuunajuk (vormals Ellice River)
- Little Partridge River
- Lorillard River
- Maguse River
- Mara River
- Mary River
- McConnell River
- McKeond River
- McNaughton River
- Murchison River
- Nanook River
- Napaaktoktok River
- Perry River
- Quoich River
- Rae River
- Richardson River
- Roscoe River
- Rowley River
- Ruggles River
- Simpson River
- Snowbank River
- Soper River
- Sutton River
- Tammarvi River
- Tha-anne River
- Thelon River
- Thlewiaza River
- Tree River
- Turnabout River
- Western River
- Wilson River
- Wolf River